# كأس حذفي 2007–08
كأس حذفي 2007-2008 هو الموسم ال 21 من بطولة كأس حذفي لكرة القدم الإيرانية وتقام المسابقة بنظام خروج المغلوب. تم قبول عدد قياسي بلغ 103 فريق مشارك في المسابقة.

## النهائي
نادي استقلال طهران 3-0(3)
نادي بكاه كيلان 0-1(1)